# 1949年巴布亚及新几内亚法令
《1949年巴布亚与新几内亚法令》（英语：Papua and New Guinea Act 1949）是澳大利亚议会通过的一项法令，其替代了《1905年巴布亚法令》和《1920年新几内亚法令》，更改了巴布亚领地和新几内亚领地的领土地位，合并其行政部门组成巴布亚新几内亚领地。该法令确立了地方法规，尽管领土仍在澳大利亚的控制之下。《1975年巴布亚新几内亚独立法令》废除了该法令，允许巴布亚新几内亚脱离澳大利亚独立。